# Muidorge
Muidorge ist eine französische Gemeinde mit 135 Einwohnern (Stand 1. Januar 2022) im Département Oise in der Region Hauts-de-France. Die Gemeinde liegt im Arrondissement Beauvais und ist Teil der Communauté d’agglomération du Beauvaisis und des Kantons Saint-Just-en-Chaussée.

## Geographie
Die im Osten von einem Abschnitt (heute ein Feldweg) der Chaussée Brunehaut und der Römerstraße von Amiens nach Beauvais begrenzte Gemeinde liegt abseits wichtigerer Straßen auf der Hochfläche des Plateau Picard rund 16,5 km nördlich von Beauvais, die Ortschaft in einem kleinen Trockental, das seinen Ausgang westlich von Luchy nimmt.

## Einwohner
| 1962 | 1968 | 1975 | 1982 | 1990 | 1999 | 2006 | 2011 |
| ---- | ---- | ---- | ---- | ---- | ---- | ---- | ---- |
| 90   | 88   | 102  | 103  | 107  | 119  | 141  | 137  |

## Verwaltung
Bürgermeister (maire) ist seit 2001 Didier Lebesgue.

## Sehenswürdigkeiten
- Kirche Saint-Lucien[1]